# Arthur Ochs Sulzberger Jr.

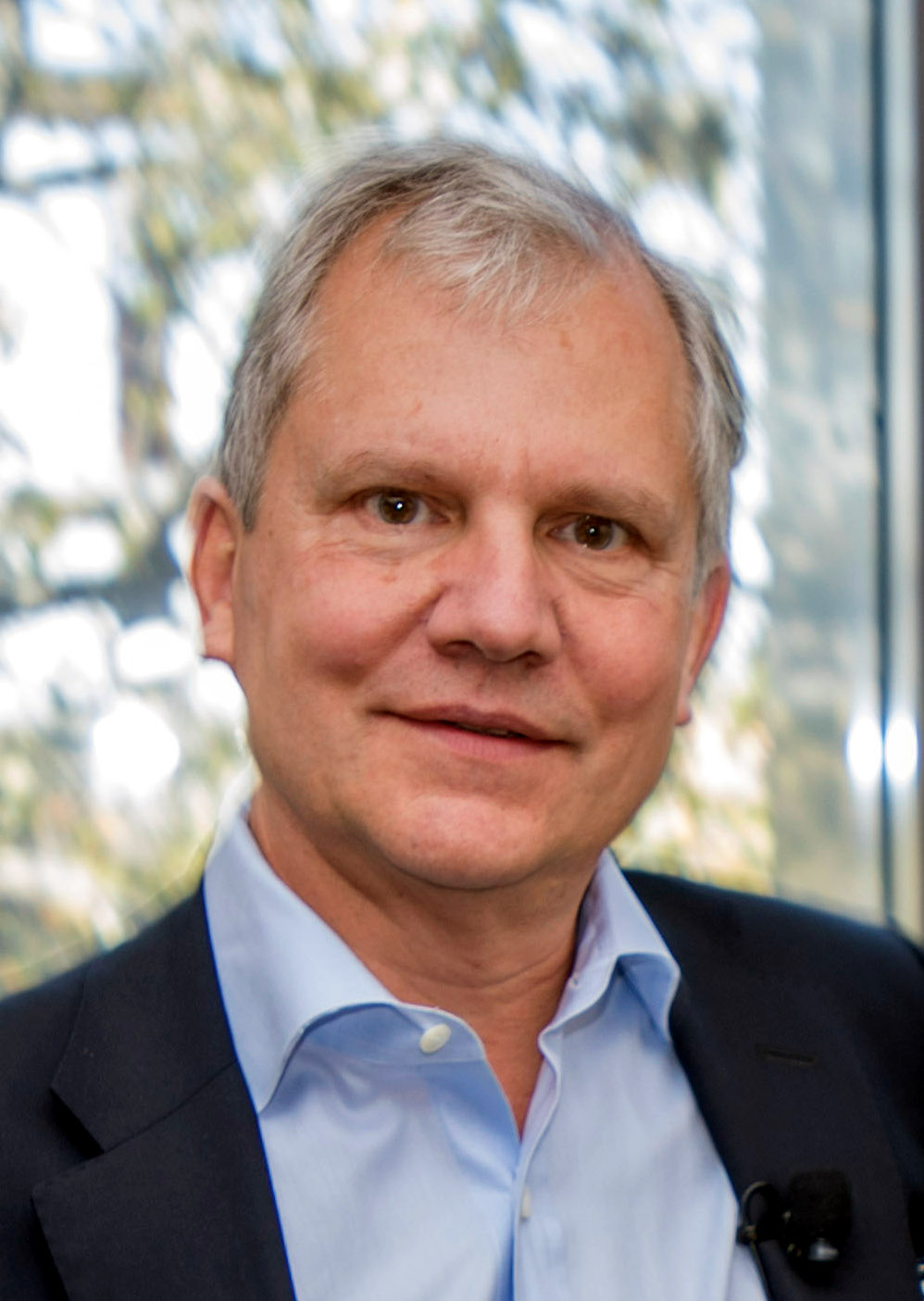
Arthur Ochs Sulzberger (2016)

Arthur Ochs Sulzberger Jr. (* 22. September 1951 in Mount Kisco, New York) ist ein US-amerikanischer Herausgeber und Verleger. Er war bis Ende 2017 Herausgeber und Verleger der „New York Times“.

## Leben
Sulzberger stammt aus der Gründerfamilie der New York Times und übernahm von seinem Vater Arthur Ochs Sulzberger 1992 den Posten des Herausgebers und ist seit 1997 der Vorstandsvorsitzende der Eigentümerfirma. Die Familie Sulzberger ist deutsch-jüdischer Abstammung. Seine Mutter hat englische und schottische Vorfahren.
1974 schloss Sulzberger die Tufts University in Medford (Massachusetts) im Fach Politische Wissenschaften mit dem Bachelorexamen ab. Danach arbeitete er für die Raleigh Times in Raleigh, North Carolina von 1974 bis 1975 als Reporter und ging danach bis 1978 für Associated Press als Korrespondent nach London. Seit 1978 arbeitete er für The New York Times als Korrespondent in deren Büro in Washington, D.C., ab 1981 war er in New York für die Stadtausgabe zuständig, erst als Reporter und später im Jahr als stellvertretender Redakteur. 1985 schloss er die Harvard Business School in der Sparte Management Development ab.
Sulzberger lernte in den Jahren bei der Times die kaufmännischen und die technischen Abteilungen kennen. Er war zuständig für die Planung der neuen Druckereien in Edison (New Jersey) und in College Point im New Yorker Stadtteil Queens. Gleichzeitig entwickelte er den Ausbau des Internetauftritts der Zeitung und des Blogs der New York Times.
Aus Sulzbergers 1975 geschlossener Ehe mit der Künstlerin und Journalistin Gail Gregg stammen ein Sohn und eine Tochter. Seinem Sohn Arthur Gregg Sulzberger übergab er zum 1. Januar 2018 die Herausgeberschaft der „New York Times“.

## Ehrungen und Auszeichnungen
- 2012: National Book Award, Literarian Award for Outstanding Services to the American Literary Community.